# کلس
کلس (به ایتالیایی: Cles) یک کومونه در ایتالیا است که در ترنتینو واقع شده‌است.

## خصوصیات
کلس ۳۹ کیلومترمربع مساحت و ۶٬۸۳۴ نفر جمعیت دارد و ۶۵۶ متر بالاتر از سطح دریا واقع شده‌است.